# Maison de Hanovre
La maison de Hanovre est une dynastie royale allemande qui a régné sur le duché de Brunswick-Lunebourg (en allemand Braunschweig-Lüneburg), le royaume de Hanovre, le royaume de Grande-Bretagne, puis du Royaume-Uni. Elle succède à la maison Stuart sur le trône britannique en 1714 et s'y maintient jusqu'à la mort de Victoria en 1901. Elle est parfois appelée maison de Brunswick-Lüneburg.
À la mort de Victoria, le trône du Royaume-Uni est passé dans la maison de Saxe-Cobourg-Gotha en la personne d'Édouard VII du Royaume-Uni, devenue la maison de Windsor en 1917.

## Origines et histoire
La maison de Hanovre est une branche cadette de la maison Welf, la branche aînée de la maison d'Este, et notamment un rameau cadet de la maison de Brunswick. En 1235, les Welf, descendants du duc Henri le Lion ont reçu le duché de Brunswick et Lunebourg en fief impérial, avant que le premier d'une longue série de partages eut lieu en 1269. L'électorat de Brunswick-Lunebourg, également appelé « électorat de Hanovre », est né en 1692 de la principauté de Brunswick-Calenberg, lors de l'attribution du titre de prince-électeur au duc Ernest-Auguste par l'empereur Léopold Ier.
L'épouse d'Ernest-Auguste, Sophie de Wittelsbach, fille de l'électeur Frédéric V du Palatinat (« le roi d'un hiver ») et de la princesse anglaise Élisabeth Stuart, fut désignée l'héritière du trône de la monarchie britannique, successeur de la reine Anne de Grande-Bretagne, par l'Acte d'Établissement promulgué en 1701. Cependant, Sophie est décédée en juin 1714, deux mois avant la mort de la reine Anne. Par conséquent, le fils aîné de Sophie, l'électeur George Louis, monte sur le trône de la Grande-Bretagne sous le nom du roi Georges Ier.
Les deux premiers monarques de la maison de Hanovre, Georges Ier et son fils George II ont encore grandi à Hanovre. Sous le règne de George III, la Grande-Bretagne perd la guerre d'indépendance des États-Unis (1775–1783) ; par l'Acte d'Union de 1801, le royaume unifié de Grande-Bretagne et d'Irlande est né. Les guerres de Coalitions dirigées contre la France se terminent avec la défaite de Napoléon Ier à la bataille de Waterloo en 1815.
Lorsque l'Empire britannique s'étendait sur les continents, les monarques régnèrent en union personnelle sur l'électorat de Hanovre jusqu'à la dissolution du Saint-Empire en 1806. Érigé en royaume de Hanovre durant le congrès de Vienne, il conserve les mêmes souverains que le Royaume-Uni jusqu'en 1837 ; le trône de Hanovre, contrairement au Royaume-Uni, était soumis à la loi salique, et n'est donc pas passé à la reine Victoria mais à son oncle, le duc de Cumberland, sous le nom du roi Ernest-Auguste Ier de Hanovre. Le règne de la maison de Hanovre sur l'Empire britannique se terminait à la mort de la reine Victoria en 1901, suivi par l'accession de son fils Édouard VII de la maison de Saxe-Cobourg et Gotha.
Par les annexions de la Prusse, au lendemain de la guerre de 1866, le royaume de Hanovre a été intégré comme la province de Hanovre et le roi Georges V est parti en exil à Vienne. En 1913, son petit-fils Ernest-Auguste monte sur le trône du duché de Brunswick.

## Souverains de la maison de Hanovre
À partir du 22 mai 1692, Ernest-Auguste de Hanovre devient prince-électeur du Saint-Empire. Lui et ses héritiers portent le titre d'électeur de Hanovre jusqu'en 1814 date où George III prend le titre de roi de Hanovre.

### Rois de Grande-Bretagne et d'Irlande, électeurs de Hanovre (1714-1801)
| Portrait | Nom                           | Règne                             | Lien avec le prédécesseur |
| -------- | ----------------------------- | --------------------------------- | --- |
|          | George Ier de Grande-Bretagne | 1er août 1714 – 11 juin 1727      | Descendant de Jacques Ier d'Angleterre et cousin de la reine Anne de Grande-Bretagne. À sa mort sans descendance survivante il lui succède étant son parent protestant le plus proche. |
|          | George II de Grande-Bretagne  | 11 octobre 1727 – 25 octobre 1760 | Fils de George Ier de Grande-Bretagne. |
|          | George III du Royaume-Uni     | 25 octobre 1760 – 29 janvier 1820 | Petit-fils de George II de Grande-Bretagne. |

### Rois du Royaume-Uni et de Hanovre (1801-1837)
| Portrait | Nom                         | Règne                             | Lien avec le prédécesseur                                                                   |
| -------- | --------------------------- | --------------------------------- | ------------------------------------------------------------------------------------------- |
|          | George III du Royaume-Uni   | 25 octobre 1760 – 29 janvier 1820 | Premier monarque du Royaume-Uni après l'union des royaumes de Grande-Bretagne et d'Irlande. |
|          | George IV du Royaume-Uni    | 29 janvier 1820 – 26 juin 1830    | Fils de George III du Royaume-Uni.                                                          |
|          | Guillaume IV du Royaume-Uni | 26 juin 1830 – 20 juin 1837       | Frère de George IV du Royaume-Uni.                                                          |

### Reine du Royaume-Uni (1837-1901)
| Portrait | Nom                     | Règne                          | Lien avec le prédécesseur                                                                                |
| -------- | ----------------------- | ------------------------------ | --- |
|          | Victoria du Royaume-Uni | 20 juin 1837 – 22 janvier 1901 | Nièce de Guillaume IV du Royaume-Uni. En raison de la loi salique elle n'hérite pas du trône de Hanovre. |

### Rois de Hanovre (1837-1866)
| Portrait | Nom                           | Règne                                | Lien avec le prédécesseur |
| -------- | ----------------------------- | ------------------------------------ | --- |
|          | Ernest-Auguste Ier de Hanovre | 20 juin 1837 - 18 novembre 1851      | Cinquième fils de George III du Royaume-Uni Il hérite du trône de Hanovre en vertu de la loi salique qui écarte Victoria du trône. |
|          | Georges V de Hanovre          | 18 novembre 1851 - 20 septembre 1866 | Fils d'Ernest-Auguste Ier de Hanovre. Il est déposé le 20 septembre 1866 et est le dernier roi de Hanovre.                         |

### Duc de Brunswick (1913-1918)
| Portrait | Nom                         | Règne                               | Lien avec le prédécesseur |
| -------- | --------------------------- | ----------------------------------- | --- |
|          | Ernest-Auguste de Brunswick | 1er novembre 1913 – 8 novembre 1918 | Petit-fils de Georges V de Hanovre et héritier de Guillaume VIII de Brunswick après la renonciation d'Ernest-Auguste II de Hanovre. |

### Prétendants au trône de Hanovre
En 1866, Georges V perdit son trône après l'annexion du royaume de Hanovre par la Prusse. Ses héritiers continuent cependant à revendiquer le trône de Hanovre.
- Ernest-Auguste II de Hanovre (1878-1923) ;
- Ernest-Auguste III de Hanovre (1923-1953) ;
- Ernest-Auguste IV de Hanovre (1914-1987) ;
- Ernest-Auguste V de Hanovre (1954), épouse en secondes noces (mariage civil) la princesse Caroline de Monaco.